# Klinika w Teksasie
Klinika w Teksasie (ang. Cutter to Houston) – amerykański medyczny serial telewizyjny, emitowany na kanale CBS w sobotni wieczór, od 1 października do 31 grudnia 1983 o godz. 20.00 czasu wschodniego. Zdjęcia do serialu kręcono w Houston w Teksasie.

## Streszczenie
W szpitalu Cutter Community znajdującym się w niewielkim mieście teksaskim, 60 mil od Houston, panuje wielkie ożywienie. Młoda chirurg dr Beth Gilbert (w tej roli Shelley Hack) polecieć musi śmigłowcem na pole naftowe, gdzie płonie jedna z wież wiertniczych. Według nie sprawdzonych informacji, są tam ofiary w ludziach. Jedną z nich jest Frank Bickum, któremu Beth amputowała rękę. Po wyjściu ze szpitala ten młody mężczyzna nie może poradzić sobie ze swoją nową sytuacją życiową. Był on bowiem bardzo aktywnym człowiekiem i namiętnym jeźdźcem rodeo. W trudnej sytuacji znalazła się też jego ciężarna żona Gina.

## W rolach głównych
| Aktor            | Rola                       |
| ---------------- | -------------------------- |
| Jim Metzler      | dr Andy Fenton             |
| Shelley Hack     | dr Beth Gilbert            |
| Alec Baldwin     | dr Hal Wexler              |
| K Callan         | Connie Buford              |
| Noble Willingham | major Warren Jarvis        |
| Susan Styles     | pielęgniarka Patty Alvarez |

## Godny uwagi występ gościnny
W odcinku z 1983 roku 9–letni wówczas Chad Allen „grał chłopca, który doznał urazu i musiał zostać zabrany do helikoptera przez doktora Hala Wexlera, który wykonał mu sztuczne oddychanie usta-usta”. Lata później Chad wspominał: „Uważałem, że to była najlepsza praca, jaką kiedykolwiek dostałem”, ponieważ Alec Baldwin był doktorem Wexlerem.